# Echinochloa muricata
Espèce
Echinochloa muricata, l'échinochloé muriqué, panic muriqué ou panic épineux, est une espèce de plantes monocotylédones de la famille des Poaceae, sous-famille des Panicoideae, originaire d'Amérique du Nord. 
Ce sont des plantes herbacées annuelles, aux tiges (chaumes) dressées ou géniculées ascendantes, pouvant atteindre 80 à 150 cm de long. L'inflorescence est composée de racèmes

## Distribution et habitat
L'aire de répartition originelle d'Echinochloa muricata couvre une grande partie de l'Amérique du Nord :
- Canada (Québec, Nouvelle-Écosse, Ontario, Nouveau-Brunswick, Saskatchewan, Manitoba) ;
- États-Unis, de l'Illinois et l'Iowa au Texas et au Nouveau-Mexique, du New-Jersey à l'Oregon et de la Caroline du Nord et la Floride à la Californie ;
- Mexique septentrional (Chihuahua)[3].

L'espèce s'est naturalisée dans certaines régions d'Europe, notamment en Belgique, ainsi qu'en Autriche,en Allemagne, au Danemark, en France, au Royaume-Uni et en Ukraine,.
L'espèce se rencontre dans les espaces ouverts dans les zones humides tels que bois inondables, marécages, zones basses le long des étangs et des cours d'eau, fossés, ainsi que les terres cultivées et les friches. Elle préfère les zones humides dégradées ou les zones perturbées aux sols fertiles bien exposés.

## Taxinomie

### Synonymes
Selon Catalogue of Life (8 novembre 2017) :
- Echinochloa crus-galli var. michauxii House, nom. superfl.
- Echinochloa crus-galli var. microstachya (Wiegand) Shinners
- Echinochloa crus-galli var. muricata (P.Beauv.) Farw.
- Echinochloa crus-galli subsp. muricata (P.Beauv.) Shinners
- Echinochloa microstachya (Wiegand) Rydb.
- Echinochloa muricata var. ludoviciana Wiegand
- Echinochloa muricata subsp. microstachya (Wiegand) Jauzein
- Echinochloa muricata var. microstachya Wiegand
- Echinochloa muricata var. multiflora Wiegand
- Echinochloa muricata var. wiegandii (Fassett) Mohlenbr.
- Echinochloa pungens (Poir.) Rydb.
- Echinochloa pungens var. coarctata Fernald & Griscom
- Echinochloa pungens var. ludoviciana (Wiegand) Fernald & Griscom
- Echinochloa pungens var. microstachya (Wiegand) Fernald & Griscom
- Echinochloa pungens var. multiflora (Wiegand) Fernald & Griscom
- Echinochloa pungens var. wiegandii Fassett
- Echinochloa wiegandii (Fassett) McNeill & Dore
- Oplismenus muricatus Kunth
- Panicum muricatum Michx., nom. illeg.
- Panicum pungens Poir.
- Setaria muricata P.Beauv. (basionyme)

### Liste des sous-espèces et variétés
Selon Tropicos (8 novembre 2017) (Attention liste brute contenant possiblement des synonymes) :
- sous-espèce Echinochloa muricata subsp. microstachya (Wiegand) Jauzein
- variété Echinochloa muricata var. ludoviciana Wiegand
- variété Echinochloa muricata var. microstachya Wiegand
- variété Echinochloa muricata var. multiflora Wiegand
- variété Echinochloa muricata var. muricata
- variété Echinochloa muricata var. occidentalis Wiegand
- variété Echinochloa muricata var. wiegandii (Fassett) Mohlenbr.